# Callimerismus
Callimerismus is een geslacht van vliesvleugeligen uit de familie Pteromalidae. De wetenschappelijke naam van dit geslacht is voor het eerst geldig gepubliceerd in 1956 door Graham.

## Soorten
Het geslacht Callimerismus omvat de volgende soorten:
- Callimerismus fronto (Walker, 1833)
- Callimerismus inusitatus Heydon, 1989